# روجر إس. باوم
روجر إس. باوم (بالإنجليزية: Roger S. Baum)‏ (1938)؛ كاتب للأطفال، كاتب وروائي أمريكي.